# Anarhynchus collaris
Il corriere dal collare (Anarhynchus collaris (Vieillot, 1818)) è un uccello della famiglia dei Charadriidae.

## Sistematica
Anarhynchus collaris non ha sottospecie, è monotipico.

## Distribuzione e habitat
Questo uccello vive in tutto il Sudamerica, nei Caraibi meridionali e orientali (Antille Olandesi, Barbados, Saint Lucia, etc.), e in Centroamerica fino al Messico centrale. A nord di questo è più raro ma si spinge anche fino al Texas.